# Безверхий, Сергей Фёдорович
Сергей Фёдорович Безверхий (17 декабря 1940, Пологи — 12 августа 2011, Москва) — народный депутат России, председатель Государственного комитета Российской Федерации по стандартизации, метрологии и сертификации, доктор технических наук, профессор, лауреат Премии Совета Министров СССР.

## Биография
Окончил Запорожский машиностроительный институт по специальности инженер-механик, с 1968 года работал в Научно-исследовательском центре по испытаниям и доводке автомототехники в городе Дмитров (Московская область): инженер, старший инженер, заведующий группой, заведующий лабораторией, заместитель директора по научной части, с 1986 года — директор.
В 1990 году был избран народным депутатом РСФСР от Дмитровского территориального избирательного округа № 63 Московской области.
26 ноября 1991 года назначен первым председателем вновь созданного Государственного комитета РСФСР по стандартизации, метрологии и сертификации при Президенте РСФСР (19 декабря 1991 года Государственный комитет был передан в ведение Правительства Российской Федерации). В связи с этим назначением 21 апреля 1992 года согласно закону досрочно сложил обязанности народного депутата.
30 сентября 1992 года Государственный комитет по стандартизации, метрологии и сертификации был преобразован в Комитет Российской Федерации по стандартизации, метрологии и сертификации, и Безверхий переназначен его главой 26 октября того же года. Указом Президента Российской Федерации о структуре федеральных органов исполнительной власти от 14 августа 1996 года Комитет был преобразован в Государственный комитет, а Безверхий вновь сохранил пост его главы.
В 1995—1997 годах одновременно являлся заведующим кафедрой «Автомобили» Московской государственной академии автомобильного и тракторного машиностроения.
11 июня 1997 года освобождён от занимаемой должности в связи с переходом на другую работу.
В 1997—2004 годах — торговый представитель Российской Федерации в Австралии, затем работал в Реестре системы подготовки персонала Госстандарта России.

### Государственная деятельность
При участии Безверхого были разработаны и приняты Федеральные законы Российской Федерации «О стандартизации», «Об обеспечении единства измерений», «О сертификации продукции и услуг»; в 1992 году создан Межгосударственный Совет по стандартизации, метрологии и сертификации (должность председателя которого Безверхий занимал в 1992, 1995 и 1997 годах).
В 2009 году совместно со своим предшественником — главой Госстандарта СССР в 1984—1989 годах Г. Д. Колмогоровым и преемником — главой Госстандарта России в 1997—2001 годах Г. П. Ворониным обратился с открытым письмом к Президенту Российской Федерации Д. А. Медведеву с призывом инициировать отмену Федерального закона «О техническом регулировании», ускорить принятие Федерального закона «О стандартизации» и создать на базе Ростехрегулирования Государственный комитет по стандартизации и метрологии с прямым подчинением Правительству Российской Федерации.

### Научные звания
В 1977 году защитил диссертацию на соискание ученой степени кандидата технических наук по теме «Исследование нагруженности и оптимальное планирование форсированных ресурсных испытаний трансмиссий грузовых автомобилей на дорогах полигона».
В 1988 году защитил диссертацию на соискание ученой степени доктора технических наук по теме «Разработка и развитие технологии полигонных испытаний автомобильной техники».

### Награды
- Премия Совета Министров СССР (1990);
- Орден Дружбы народов.

### Из журнальных публикаций
- Горюнов И. В., Гуров В. С. Сухорукова И. А., Безверхий С. Ф., Попкова Е. С.; Система менеджмента качества образовательного учреждения: опыт Рязанского государственного радиотехнического университета / Журнал «Сертификация» 2009 г. № 3